# Volosin, Makariv
Volosin (în ucraineană Волосінь) este un sat în comuna Zabuiannea din raionul Makariv, regiunea Kiev, Ucraina.

## Demografie
Componența lingvistică a localității Volosin
     Ucraineană (98,25%)
     Rusă (1,75%)
Conform recensământului din 2001, majoritatea populației localității Volosin era vorbitoare de ucraineană (98,25%), existând în minoritate și vorbitori de rusă (1,75%).